# Anna Sandberg (fotbollsspelare)
Anna Sandberg, född 23 maj 2003, är en svensk fotbollsspelare i Manchester United.Hon gjorde sin speldebut i det svenska landslaget 2023 mot Kina.
Sandberg debuterade i KIF Örebros A-lag under våren 2021. Hon nominerades till årets genombrott på Fotbollsgalan för säsongen 2021-2022. Hon har spelat i de svenska U19- och U23-landslagen. Anna blev 2022 klar för BK Häcken. I juni 2023 blev hon uttagen till den svenska truppen i Världsmästerskapet i fotboll 2023. Till säsongen 2024/2025 värvades hon till Manchester United för 2-3 miljoner kronor.